# Reggie Naus
Reggie Naus (Uden, 31 mei 1973) is een Nederlandse kinderboekenschrijver.

## Biografie
Naus begon zijn carrière bij een aantal kranten en tijdschriften. Vanaf 2008 stapte hij over op het schrijven van kinderboeken. In 2010 werd zijn boek De vloek van Zwartbaai uitgeroepen tot Bruna Jeugdboek van het Jaar. In 2016 schreef hij het verhaal voor de voorstelling Het Zwanenmeer, gebaseerd op het ballet van Pjotr Iljitsj Tsjaikovski. Het verhaal werd verteld door Hadewych Minis, met muzikale begeleiding van het Noord Nederlands Orkest in het Koninklijk Concertgebouw in Amsterdam. Er was ook een voorstelling in De Oosterpoort in Groningen, waarvan de volledige opbrengst naar het Beatrix kinderziekenhuis ging.
In 2016 schreef Naus een tweede voorstelling voor het Concertgebouw in Amsterdam. Een griezelverhaal, dat werd verteld door Lenette van Dongen tijdens een Halloweenvoorstelling, met muzikale begeleiding van het Gelders Orkest. De griezels van Bakstein, uit de reeks Trubbel de Trol, was een van de kerntitels van de Kinderboekenweek 2017. In 2017 schreef hij een derde voorstelling voor het Concertgebouw in Amsterdam. Een bewerking van Shakespeares Een Midzomernachtdroom, verteld door Maartje van de Wetering, met muziek van Felix Mendelssohn Bartholdy, gespeeld door het Orkest van het Oosten.
In 2018 schreef hij een vierde voorstelling voor het Concertgebouw in Amsterdam. Een bewerking van Doornroosje, verteld door Georgina Verbaan, met muziek van Pjotr Iljitsj Tsjaikovski, gespeeld door het Noord Nederlands Orkest. In hetzelfde jaar schreef hij een vijfde voorstelling voor het Concertgebouw in Amsterdam. Een Halloween verhaal, verteld door Filip Bolluyt, met muziek gespeeld door de Nordwestdeutsche Philharmonie.
In 2020 verscheen de verfilming van zijn boek De Piraten van Hiernaast in de Nederlandse bioscopen. De film werd gemaakt door Johan Nijenhuis producties, en geregisseerd door Pim van Hoeve, met in de hoofdrol o.a. Tygo Gernandt en Egbert-Jan Weeber. In 2022 verscheen een tweede film, De ninja's van de overkant, gebaseerd op Naus' gelijknamige boek.

### Acteur
Naus speelde enkele rolletjes als acteur. In 2014 deed hij als lid van de Staten Generaal en Engelse edelman mee aan de film Michiel de Ruyter. Hij is een van de piraten in de videoclip van het lied 'We are ye banished privateers' van de Zweedse piratenfolkband Ye Banished Privateers. In de twee verfilmingen van zijn Piraten van Hiernaast boeken speelde hij gastrollen in de eerste film en kapitein Bliksembaard in de tweede film. In 2024 speelde hij een van de hoofdrollen in de korte film 'Kelder van de Hanze'.

## Werk
- De Vliegende Hollander: Biografie van een spookschip, 2005, ook verschenen als speciale Efteling uitgave
- Zwartmakerij in het Land van Ravenstein: De geschiedenis van Jacobus van der Schlossen, 2006
- Verhalen uit het Maasland en het Land van Ravenstein, 2008
- De schat van Inktvis Eiland, 2008, Uitgeverij Ploegsma
- Het goud van de verborgen stad, 2009, Uitgeverij Ploegsma
- De vloek van Zwartbaai, 2009, Uitgeverij Ploegsma
- Het geheim van de gemaskerde mannen, 2010, Uitgeverij Leopold
- De wraak van Balthasar Grimm, 2010, Uitgeverij Ploegsma
- 'De kleinste piraat en het monster' in: Ridders, dino's en piraten, 2010, Uitgeverij Ploegsma
- Het leger van de nacht, 2010, Uitgeverij Ploegsma
- Peter Pan, een hervertelling van het boek van James Barrie, 2011, Uitgeverij Ploegsma
- De piraten van hiernaast, 2011, Uitgeverij Ploegsma
- De wachters van de heuvel, 2011, Uitgeverij Ploegsma
- Zwaarden en zweefmolens, 2012, Uitgeverij Ploegsma
- 'Opa Donderbus' in: Het grote opa- en omaboek, 2012, Uitgeverij Ploegsma
- De ninja's van de overkant, 2012, Uitgeverij Ploegsma
- De wind in de wilgen, een bewerking van het boek van Kenneth Grahame, 2012, Uitgeverij Ploegsma
- De magische wereld van Pardoes, een vrije bewerking van de gelijknamige Efteling tv-serie, 2012
- 1, 2, 3... Enteren!, 2013, Uitgeverij Ploegsma
- 'Vlerken en fladders, gruwels en grauwen' in: Kerstverhalen, 2013, Uitgeverij Ploegsma
- Het grote piratenboek, 2013, Uitgeverij Ploegsma
- Trubbel de trol, 2014, Uitgeverij Ploegsma
- Kanonnen op de camping, 2014, Uitgeverij Ploegsma
- 'Het grote, grote, GROTE circus' in: Het grote voorleesboek voor rond de 5 jaar, 2014, Uitgeverij Ploegsma
- De Kikkerkol, 2015, Uitgeverij Ploegsma
- 'Carnaval met het Beest' in: Het grote voorleesboek voor rond de 6 jaar, 2015, Uitgeverij Ploegsma
- De zombie van Zandwijk, 2015, Uitgeverij Ploegsma
- De pakjespiraat, 2015, Uitgeverij Ploegsma
- 'Waakhaai ontsnapt' in: Het grote voorleesboek voor rond de 7 jaar, 2016, Uitgeverij Ploegsma
- De dikke Piraten van hiernaast, 2016, Uitgeverij Ploegsma
- Het zwaard van Dinges, 2016, Uitgeverij Ploegsma
- De griezels van Bakstein, 2017, Uitgeverij Ploegsma
- Broederschap van de bok, 2017, Uitgeverij Ploegsma
- 'Een nacht op Loch Ness' in: Het grote griezelboek, 2017, Uitgeverij Ploegsma
- 'Bloed en sneeuw' in: Het grote griezelboek, 2017, Uitgeverij Ploegsma
- Het logboek van Billy Donderbus, 2018, Uitgeverij Ploegsma
- De vloek van het Nevelmeer, 2019, Uitgeverij Ploegsma